# Abbaye de Holzkirchen
L'abbaye de Holzkirchen est une ancienne abbaye bénédictine à Holzkirchen, dans le Land de Bavière et le diocèse de Wurtzbourg.

## Histoire
Drudmunt, fils du comte franc Throand, fonde l'abbaye en 775 et la donne à Charlemagne qui la passe à l'abbaye de Fulda puis sous le bailliage de la maison de Wertheim (de). L'abbaye est dissoute en 1552 par le comte Michael III von Wertheim, partisan de la Réforme protestante. En 1561, les biens sont redonnés à l'abbaye de Fulda, alors qu'il n'y a plus de vie monastique. En 1612, l'évêque de Wurtzbourg Jules Echter von Mespelbrunn reprend possession du lieu et fait élever en 1631 un nouveau monastère de douze membres qui est expulsé par l'invasion des Suédois en 1674.
Sous le regard du prévôt Bonifatius von Hutten, un frère de Franz Christoph von Hutten zum Stolzenberg, prince-évêque de Spire, Johann Balthasar Neumann construit une nouvelle église abbatiale entre 1728 et 1730. Les bâtiments de vie de l'abbaye sont érigés par le vœu de Ferdinand Zobel von Giebelstadt. En 1802, l'abbaye de Holzkirchen est sécularisée. Les comtes de Castell possèdent l'abbaye en 1816 et la donnent à la paroisse en 1909.
La propriété est vacante en 1995 et est maintenant utilisée par l'association Benediktushof depuis 2003 pour des séminaires et des conférences confessionnels et interreligieux.